# Иван Георгиев (футболист)
Вижте пояснителната страница за други личности с името Иван Георгиев.
Иван Тошков Георгиев е български футболист, вратар на Левски 2007 (Левски)

## Биография
Иван Георгиев е роден на 20 май 1985 година в град Левски, България.